# Taura Stinson
Taura Stinson (Birmingham) é uma compositora estadunidense, conhecida por escrever canções para reconhecidos artistas como Usher, Ariana Grande, Paloma Faith, Deborah Cox, Raphael Saadiq, Burns, Kelis e Destiny's Child. Além disos, também fez parte da trilha sonora de Twin Peaks, Black Nativity, Rio 2, Epic e Mudbound.

## Prêmios e indicações
| Premiação                         | Categoria                          | Resultado | Ref(s) |
| --------------------------------- | ---------------------------------- | --------- | ------ |
| Oscar                             | Melhor canção original             | Pendente  | [ 1 ]  |
| Globo de Ouro                     | Melhor canção original             | Indicado  | [ 2 ]  |
| Black Reel Awards                 | Melhor canção original             | Pendente  | [ 3 ]  |
| Black Reel Awards                 | Melhor canção original ou adaptada | Pendente  | [ 4 ]  |
| Georgia Film Critics Association  | Melhor canção original             | Indicado  | [ 5 ]  |
| Guild of Music Supervisors Awards | Melhor canção para filme           | Pendente  | [ 6 ]  |
| Hollywood Music in Media Awards   | Melhor canção para filme           | Indicado  | [ 7 ]  |